# Konrad Hünteler
Konrad Hünteler, né le 12 mars 1947 et mort le 13 novembre 2020 à Münster, est un flûtiste allemand spécialisé dans le répertoire baroque, adepte de l'interprétation historiquement informée, soit l'interprétation sur instruments anciens (ou copies d'instruments anciens).

## Formation
Konrad Hünteler a étudié la flûte à bec, la flûte traversière et le traverso avec Hans-Jürgen Möhring, Günther Höller (de), Aurèle Nicolet et Hans-Martin Linde, qui l'a initié à l'interprétation sur instruments anciens.

## Carrière
En tant que flûtiste soliste, il a joué avec des orchestres tels que l'Amsterdam Baroque Orchestra, le Collegium Aureum, la Cappella Coloniensis, les London Classical Players et l'Orchestre du XVIIIe siècle.
Hünteler fut actif de 1979 à 2012 comme professeur de flûte à la Musikhochschule de Münster.
En tant qu'interprète de musique de chambre, il s'est produit avec Bob van Asperen, Anner Bylsma et Jacques Ogg.
En 2001, Konrad Hünteler a reçu le titre de membre honoraire de l'« Association allemande de flûte ».

## Discographie sélective
- 1982 : Sonaten für Traversflöte & Fortepiano de Carl Philipp Emanuel Bach, par Konrad Hünteler et Rolf Junghanns (label FSM Toccata)
- 1987 : Sämtliche Flötensonaten - Complete Flute Sonatas de Carl Philipp Emanuel Bach, par Konrad Hünteler, Anner Bylsma (violoncelle) et Jacques Ogg (piano-forte) (label MDG)
- 1989 : TafelMusik de Georg Philipp Telemann, par Konrad Hünteler, Karl Kaiser (flûte), Michael Schmidt-Casdorff (flûte), Andreas Krecher (violon), Susanne Wahmhoff (violoncelle) et Gregor Hollmann (clavecin) (label MDG)
- 1989 : Concertos pour flûte de Carl Philipp Emanuel Bach, avec l'Amsterdam Baroque Orchestra, dir. Ton Koopman (Erato)
- 1991 : Serenaden für Flöte und Gitarre, œuvres de Mauro Giuliani, Heinrich Aloys Präger, Ferdinando Carulli et Anton Diabelli, par Konrad Hünteler (flûte) et Reinbert Evers (guitare) (label FSM Adagio)
- Les Boréades et Dardanus, suites de Jean-Philippe Rameau, avec l'Orchestre du XVIIIe siècle, dir. Frans Brüggen
- 1994 : Musique de Table de Georg Philipp Telemann, par la Camerata des 18. Jahrhunderts, dir. Konrad Hünteler (label MDG)
- 1994 : Die Denner-Flöte - 12 Fantasien für Traversflöte de Georg Philipp Telemann, par Konrad Hünteler (label MDG)
- 1995 : Concertos pour flûte KV 313 et KV 314 de Wolfgang Amadeus Mozart, avec l'Orchestre du XVIIIe siècle, dir. Frans Brüggen (Philips / Decca)
- 1995 : Christoph Schaffrath, ouvertures, concertos et symphonie de Christoph Schaffrath, avec le Händelfestspielorchester des Opernhauses Halle, dir. Howard Arman (label NCA)
- 1995 : Six Concertos for Flute, Strings and B.c. d'Antonio Vivaldi, avec la Camerata des 18.Jahrhunderts (label MDG)
- 1996 : Six Sonatas for Two Flutes de Wilhelm Friedemann Bach, par Konrad Hünteler et Michael Schmidt-Casdorff (flûtes)
- 1997 : Theobald Boehm - The Revolution of the Flute, œuvres de Franz Schubert et Ludwig van Beethoven jouées par Konrad Hünteler sur des flûtes originales de Theobald Boehm, avec Michaela Pühn au piano-forte  (label MDG)
- 1997 : Brandenburg Concertos no 1-6 de Jean-Sébastien Bach, avec la Camerata des 18.Jahrhunderts (label MDG)
- 1999 : Flute Quartets de Wolfgang Amadeus Mozart, par Konrad Hünteler, Rainer Kussmaul, Jürgen Kussmaul et Roel Dieltiens (label MDG)
- Flute Trios de Joseph Haydn par Konrad Hunteler, Christophe Coin et Patrick Cohen (label Harmonia Mundi)
- 1992 : Deutsche Frühklassik, œuvres de Heinichen, Fasch, Hasse, Graun et Frédéric II, par Konrad Hünteler, Sophie Boulin, Günter Höller et Helmut Hucke avec la Cappella Coloniensis dir. Hans-Martin Linde (label Capriccio)
- Six Flute Quartets de Friedrich Hartmann Graf, par Konrad Hünteler, István Kertész, Péter Ligeti et Rezsö Pertorini (label MDG)
- Die Viola d'Amore in Mancherley Stimmung, œuvres de Johann David Heinichen, Monsieur Grobe, Christoph Graupner, Louis-Toussaint Milandre et Friedrich Wilhelm Rust, par Dorothea Jappe, Konrad Hünteler, Hans-Rudolf Stalder,  Herbert Hoever, Michael Jappe et Rolf Junghanns (label Orpheus)
- Quartett für Flöte und Streicher op. 98/6, Trio für Flöte, Violine und Violoncello d'Anton Reicha, par Konrad Hünteler, Rainer Kussmaul, Jürgen Kussmaul et Anner Bylsma